# قائمة رؤساء جمهورية إفريقيا الوسطى
رئيس جمهورية إفريقيا الوسطى هو أعلى منصب في الدولة منذ الاستقلال عن فرنسا عام 1960.

## رؤساء إفريقيا الوسطى منذ (1960 – حتى الآن)
| #                                                           | الرئيس                                                 | الصورة                                                 | تولى المنصب                                            | غادر المنصب                                            | مدة الحكم                                              | ملاحظات |
| جمهورية إفريقيا الوسطى (الجمهورية الأولى: 1960 – 1976)      | جمهورية إفريقيا الوسطى (الجمهورية الأولى: 1960 – 1976) | جمهورية إفريقيا الوسطى (الجمهورية الأولى: 1960 – 1976) | جمهورية إفريقيا الوسطى (الجمهورية الأولى: 1960 – 1976) | جمهورية إفريقيا الوسطى (الجمهورية الأولى: 1960 – 1976) | جمهورية إفريقيا الوسطى (الجمهورية الأولى: 1960 – 1976) | جمهورية إفريقيا الوسطى (الجمهورية الأولى: 1960 – 1976) |
| ----------------------------------------------------------- | ------------------------------------------------------ | ------------------------------------------------------ | ------------------------------------------------------ | ------------------------------------------------------ | ------------------------------------------------------ | --- |
| 1                                                           | ديفيد داكو                                             |                                                        | 14 أغسطس 1960                                          | 1 يناير 1966                                           | 5 سنواتٍ و4 أشهرٍ و18 يومًا                               | - أول رئيس بعد الاستقلال. - انتخب لأول مرة في انتخابات الرئاسة عام 1964. |
| 2                                                           | جان بيدل بوكاسا                                        |                                                        | 1 يناير 1966                                           | 4 ديسمبر 1976                                          | 10 سنواتٍ و11 شهرًا و3 أيامٍ                              | - وصل للسلطة عبر انقلاب سان سيلفستر العسكري. - أعلن توليه الرئاسة مدى الحياة. |
| إمبراطورية إفريقيا الوسطى (1976 – 1979)                     |                                                        |                                                        |                                                        |                                                        |                                                        | |
| 2 - 1                                                       | جان بيدل بوكاسا                                        |                                                        | 4 ديسمبر 1976                                          | 20 سبتمبر 1979                                         | سنتان و9 أشهرٍ و16 يومًا                                 | - في ديسمبر 1976، أعلن بوكاسا تغيير نظام الحكم من جمهوري إلى امبراطوري حيث نصب نفسه امبراطورا. - ٱلغية الملكية في سبتمبر 1979.                                                                                        |
| جمهورية إفريقيا الوسطى (الجمهورية الثانية: 1979 – 1986)     |                                                        |                                                        |                                                        |                                                        |                                                        | |
| 3                                                           | ديفيد داكو                                             |                                                        | 20 سبتمبر 1979                                         | 1 سبتمبر 1981                                          | سنةً واحدةً و11 شهرًا و12 يومًا                            | - فاز في الانتخابات الرئاسية في مارس 1981. |
| 4                                                           | أندريه كولينغبا                                        |                                                        | 1 سبتمبر 1981                                          | 21 نوفمبر 1986                                         | 5 سنواتٍ وشهران و20 يومًا                                | - قاد انقلابا عسكريا في سبتمبر 1981 إبان زيارة ديفيد داكو لليبيا. - أسس «اللجنة العسكرية للإنعاش الوطني» التي حكمت البلاد حتى عام 1985. - تعرض لمحاولة إنقلاب فاشلة في مارس 1982.                                     |
| جمهورية إفريقيا الوسطى (الجمهورية الثالثة: 1986 – 1995)     |                                                        |                                                        |                                                        |                                                        |                                                        | |
| 4                                                           | أندريه كولينغبا                                        |                                                        | 21 نوفمبر 1986                                         | 22 أكتوبر 1993                                         | 6 سنواتٍ و11 شهرًا ويومًا واحدًا                           | - تولى الرئاسة بناءا على استفتاء شعبي يسمح باعتماد دستور جديد وتعيينه رئيسا للبلاد. |
| 5                                                           | أنج فيليكس باتاسيه                                     |                                                        | 22 أكتوبر 1993                                         | 14 يناير 1995                                          | سنةً واحدةً وشهران و23 يومًا                              | - فاز في الدور الثاني من الانتخابات الرئاسية في سبتمبر 1993 بنسبة 53 بالمائة. |
| جمهورية إفريقيا الوسطى (الجمهورية الرابعة: 1995 – 2005)     |                                                        |                                                        |                                                        |                                                        |                                                        | |
| 5                                                           | أنج فيليكس باتاسيه                                     |                                                        | 14 يناير 1995                                          | 15 مارس 2003                                           | 8 سنواتٍ وشهران ويومًا واحدًا                             | - ٱعيد انتخابه لولاية ثانية في سبتمبر 1999. |
| 6                                                           | فرانسوا بوزيزيه                                        |                                                        | 15 مارس 2003                                           | 11 يونيو 2005                                          | سنتان وشهران و27 يومًا                                  | - قاد تمردا على حكم الرئيس باتاسيه أدى لسيطرته على السلطة (فترة انتقالية). |
| جمهورية إفريقيا الوسطى (الجمهورية الخامسة: 2005 – 2016)     |                                                        |                                                        |                                                        |                                                        |                                                        | |
| 6                                                           | فرانسوا بوزيزيه                                        |                                                        | 11 يونيو 2005                                          | 24 مارس 2013                                           | 7 سنواتٍ و9 أشهرٍ و13 يومًا                               | - انتصر بوزيزيه في الجولة الثانية من انتخابات الرئاسة عام 2005 بنسبة 64 بالمائة. - ٱعيد انتخابه في 2011 لولاية ثانية. - في ديسمبر 2012، اندلعت الحرب الأهلية بين حكومته ومتمردون بقيادة ميشيل جوتوديا.                |
| 7                                                           | ميشيل جوتوديا                                          |                                                        | 24 مارس 2013                                           | 10 يناير 2014                                          | 9 أشهرٍ و17 يومًا                                        | - استولى على السلطة بعد تمرد عسكري ضد حكومة فرانسوا بوزيزيه. - رئيس المرحلة الانتقالية بين 18 أغسطس 2013 و10 يناير 2014. - استقال من منصبه في 10 يناير 2014 إثر فشل حكومته في السيطرة على الأوضاع المضطربة في البلاد. |
| 8                                                           | الكسندر فرديناند نغينده                                |                                                        | 10 يناير 2014                                          | 23 يناير 2014                                          | 13 يومًا                                                | - فترة انتقالية |
| 9                                                           | كاثرين سامبا بانزا                                     |                                                        | 23 يناير 2014                                          | 30 مارس 2016                                           | سنتان وشهران و7 أيامٍ                                   | - انتخبت كرئيسة المرحلة الانتقالية في يناير 2014. - أول امرأة تتولى رئاسة جمهورية افريقيا الوسطى. |
| جمهورية إفريقيا الوسطى (الجمهورية السادسة: 2016 – حتى الآن) |                                                        |                                                        |                                                        |                                                        |                                                        | |
| 10                                                          | فوستان آرشانج تواديرا                                  |                                                        | 30 مارس 2016                                           | حتى الآن                                               | 9 سنواتٍ وشهرًا واحدًا                                    | - انتصر في الدور الثاني من الانتخابات الرئاسية في فبراير 2016. - ٱعيد انتخابه لولاية جديدة في ديسمبر 2020. |